# Леонт Саламинский
Леонт, также Леон (др.-греч. Λέων; около 471—404 годы до н. э.) — государственный деятель и стратег Древних Афин. Во время Пелопоннесской войны одержал несколько побед над спартанцами и их союзниками. После прихода к власти олигархии «Тридцати тиранов» в 404 году до н. э. Леонта арестовали и казнили. Описанная Платоном история ареста Леонта способствовала появлению мнения о приверженности Сократа демократии.

## Идентификация
Имя Леонта упоминается в нескольких эпиграфических и письменных источниках в связи с событиями V века до н. э. Если просуммировать все свидетельства, то они касаются 453/452, 421, 412—411, 406 и 404 годов до н. э. В них идёт речь о Леонте — секретаре эллинотамия (магистрата, который заведовал казной Афинского морского союза), Леонте — после Афин в Спарту, Леонте — успешном стратеге и Леонте — приговорённом к казни правительством Тридцати тиранов. Ни один из античных источников не касается идентичности этих Леонтов. Вопрос о том, идёт ли речь об одном человеке, либо о тёзках, в них не рассматривается. Современные историки однозначно отождествляют Леонта посла, стратега и приговорённого к казни.
Их тождественность с Леонтом-магистратом считается возможной.

## Биография
Информация о дате рождения Леонта и других фактах его биографии основана на одной из сохранившихся речей Лисия. В ней сын Леонта, среди прочего, говорит: «Отец мой много раз бывал стратегом; много и других опасностей делил он с вами; как врагам он не отдавался в руки, так и согражданами никогда не бывал осуждён при сдаче отчёта; шестидесяти семи лет он был приговорён к смертной казни во время олигархии за свою приверженность к вашей демократической партии». Дата казни Леонта известна (404 год до н. э.). Сопоставив возраст Леонта и год казни можно предположить, что он родился в 471 году до н. э.
Информация о жизни Леонта крайне скудна. Согласно данным эпиграфики в 453/452 году до н. э. некий Леонт выполнял функции секретаря эллинотамия. Человек с таким именем предложил Народному собранию проект указа, каким-то образом связанного с малоазийским Фаселисом, а также заключить мирный договор с полисом Эрмиони в Арголиде.
Впервые, в письменных источниках, Леонт упомянут в связи с событиями 421 года до н. э. Спарта и Древние Афины заключили перемирие, получившее название Никиева мира, а также пятидесятилетний оборонительный союз. Среди семнадцати афинян, которые принесли клятвы во время подписания договоров, находился и Леонт.
В 412 году до н. э. Леонта во главе десяти кораблей отправили на помощь эскадре Диомедонта в восточной части Эгейского моря. Экспедиция была успешной. Корабли под командованием Диомедонта и Леонта зашли в гавань Митилены на Лесбосе, где их совершенно не ожидали, и взяли город штурмом. Затем военачальники смогли захватить укреплённую клазоменцами крепость Полихну на материке, что вынудило Клазомены вновь присоединиться к Афинскому морскому союзу. Афиняне, использовав Лесбос в качестве военной базы, одержали три победы над армиями хиосцев.
Зимой 412/411 годов до н. э. Диомедонта с Леонтом отправили принять командование над афинским флотом на Самосе. Прежних военачальников Фриниха и Скиронида отстранили по доносу Писандра. Под командованием новых стратегов афиняне совершили успешный поход на Родос. Во время олигархического переворота Четырёхсот в 411 году до н. э. Леонт не поддержал заговорщиков, за что был смещён с поста стратега.
Согласно Ксенофонту, в 406 году до н. э. после поражения афинского флота у мыса Нотий в Афинах избрали новых десять стратегов, в том числе и Леонта. Во время военной кампании афинские корабли с тремя стратегами, в том числе и Леонтом, были заблокированы спартанцами на Лесбосе. После поражения спартанского флота при Аргинусских островах в том же году осада была снята, и Леонт вернулся в Афины. По другой версии, Леонт попал в плен к спартанскому наварху Калликратиду, а затем был отпущен и вернулся домой
В 404 году до н. э. в Афинах к власти пришли олигархи. Этот период в жизни полиса вошёл в историю под названием правления «Тридцати тиранов». Леонт, который придерживался демократических взглядов, переехал на расположенный рядом с городом остров Саламин. По всей видимости, Леонт владел там клерухией. Новые правители считали удалившегося Леонта опасным. Они поручили пяти афинянам, в том числе и Сократу, отправиться на Саламин и привезти Леонта в Афины. Сократ, в отличие от других четырёх сограждан, ослушался приказа и отправился домой, так как он противоречил его внутренним убеждениям. После ареста Леонта казнили без суда. Вскоре, когда один из тиранов Критий обвинил своего коллегу Ферамена в измене режиму, тот стал рассказывать о преступлениях своего оппонента. В изложении Ксенофонта, в ответной речи Ферамена содержались следующие слова: «Но с тех пор как правители стали арестовывать добрых граждан, я разошёлся с ними во взглядах. Когда был казнён Леонт Саламинец, который не только считался, но и действительно был вполне добропорядочным человеком и решительно ни в чём не был повинен, я понял, что эта казнь не может не привести в ужас всех подобных ему добрых граждан и что эти граждане силою вещей должны будут стать врагами существующему государственному порядку».
У Леонта было по меньшей мере два сына. Младшему на момент казни отца было тринадцать лет. Опеку над ним взял старший совершеннолетний Панталеон. Возможно, учитывая афинскую традицию называть сына в честь деда, потомком Леонта был тёзка-математик IV века до н. э.

## Арест Леонта в историографии Сократа
Арест и последующая казнь Леонта упомянуты в нескольких античных источниках. Андокид писал о том, что арест и последующая казнь без суда были преступлением. Несмотря на это, по закону, дети Леонта не могли привлечь арестовавшего их отца Мелета к ответственности. Информация об аресте также содержится у Ксенофонта и Лисия. Событие детально описал Платон. В «Апологии Сократа» он приписал своему учителю следующие слова во время судебной речи: «когда наступила олигархия, то и Тридцать в свою очередь призвали меня и ещё четверых граждан в Круглую палату и велели нам привезти из Саламина саламинца Леонта, чтобы казнить его. … Только и на этот раз опять я доказал не словами, а делом, что для меня смерть, если не грубо так выразиться, — самое пустое дело, а вот воздерживаться от всего беззаконного и безбожного — это для меня самое важное. Таким образом, как ни могущественно было это правительство, а меня оно не испугало настолько, чтобы заставить сделать что-нибудь несправедливое, но, когда вышли мы из Круглой палаты, четверо из нас отправились в Саламин и привезли Леонта, а я отправился домой. И по всей вероятности, мне пришлось бы за это умереть, если бы правительство не распалось в самом скором времени».
В русле изложения Платона, Сократа, как античные и современные авторы, изображают бесстрашным врагом тирании, не боящимся смертельной опасности. Так, к примеру, Диоген Лаэртский писал, что отказавшись выполнить указание Крития Сократ проявил твёрдость своих убеждений и приверженность демократии. Антиковеды А. Ф. Лосев и А. А. Тахо-Годи считали, что при тиранах Сократ «едва избежал казни, да от кого? От тех, кого считали его учениками, Крития и Хармида». Однако, при детальном рассмотрении фрагмента в нём можно обнаружить несколько противоречий. Леонта казнили до Ферамена, то есть в 404 году до н. э., в то время как тираны утратили власть в мае 403 года до н. э. Поэтому фраза «мне пришлось бы за это умереть, если бы правительство не распалось в самом скором времени» не соответствует действительности. В целом, несмотря на критику тиранов и принципиальность Сократа, философ во время их правления никак не пострадал. В этом эпизоде, поручение выполнить постыдное действие и отсутствие наказания за ослушание, можно трактовать как заигрывание тиранов с Сократом, желание сделать из него «придворного философа» и идеолога антидемократического типа правления. Также следует принимать во внимание особенности источника утверждений об ослушании Сократа. Платон в своём трактате оправдывал учителя перед современниками уже после казни. Он пытался не только нивелировать высказанные на суде, но и более поздние, обвинения Поликрата. Чрезмерное внимание к противоречиям между Сократом и тиранами в трактате Платона может свидетельствовать о существовании в обществе мнения о приверженности Сократа олигархии.